# Bernardo Espinosa
Bernardo José Espinosa Zúñiga (Cali, 11 juli 1989) is een Colombiaans voetballer die doorgaans als centrale verdediger speelt. Hij verruilde Middlesbrough in juli 2017 voor Girona FC.

## Clubcarrière
Sevilla haalde Espinosa in 2006 naar Spanje. Hij speelde 75 wedstrijden in het B-elftal en speelde uiteindelijk één competitiewedstrijd in de hoofdmacht. Wegens een gebrek aan speelminuten verhuurde de club hem aan Racing Santander en Sporting Gijón. In juni 2013 tekende de Colombiaan een driejarig contract bij Sporting Gijón. In drie seizoenen maakte hij zes doelpunten in 95 competitieduels. In 2016 tekende hij als transfervrije speler een driejarige verbintenis bij het net gepromoveerde Middlesbrough.